# Nationale Universiteit Centrale
De Nationale Universiteit Centrale (Chinees: 國立中央大學) is een publieke onderzoeksuniversiteit, gevestigd in Taoyuan, Taiwan. De universiteit werd in 1915 opgericht in Nanjing en werd na de Chinese Burgeroorlog in 1962 heropgericht op het eiland. De universiteit werd initieel gebouwd in Miaoli, maar werd in 1968 verplaatst naar het Zhongli district in Taoyuan.
In de QS World University Rankings van 2020 staat de Nationale Universiteit Centrale wereldwijd op een 427ste plaats, waarmee het de 9e Taiwanese universiteit op de ranglijst is.